# Göttingische gelehrte Anzeigen unter der Augsicht der Königl
Göttingische gelehrte Anzeigen unter der Augsicht der Königl (abreviado Gött. Gel. Anz.) es una revista científica con ilustraciones y descripciones botánicas que es editada en Gotinga desde el año 1802 con el nombre de Gottingische Gelehrte Anzeigen unter der Aufsicht der Konigl. Gesellschaft der Wissenschaften. Desde 1818 el título fue acortado a Göttingische gelehrte Anzeigen. Fue precedida por Gött. Anz. Gel. Sachen.